# Fa vint anys que tinc vint anys (álbum)
Fa vint anys que tinc vint anys (en lengua castellana "Hace veinte años que tengo veinte años") es el decimoctavo disco LP del cantautor Joan Manuel Serrat
Cantado en lengua catalana, editado en 1984 por la compañía discográfica Ariola, con arreglos y dirección musical de Ricard Miralles. 
Todas las canciones están compuestas por Joan Manuel Serrat, a excepción de los temas El falcó, sobre un poema de Josep Carner e Infants, sobre un poema de Pere Quart.

## Canciones que componen el disco
1. Plany al mar - 3:44
2. La consciència - 3:12
3. Això que en diuen estar enamorat - 5:50
4. Carta pòstuma a Helena Francis - 3:34
5. El falcó - 2:00
6. Això s´està ensorrant - 3:50
7. Infants - 3:27
8. El món està ben girat - 3:10
9. Seria fantàstic - 3:52
10. Fa vint anys que tinc vint anys - 2:32